# Nancy Vincent McClelland
 (décembre 2023).
 (février 2024).
Si vous disposez d'ouvrages ou d'articles de référence ou si vous connaissez des sites web de qualité traitant du thème abordé ici, merci de compléter l'article en donnant les références utiles à sa vérifiabilité et en les liant à la section « Notes et références ».
Nancy Vincent McClelland, née le 20 novembre 1877, à Poughkeepsie, New York, et morte le 1er octobre 1959 à Stamford, est une décoratrice d'intérieure américaine. Elle est notamment célèbre pour avoir été la première femme présidente de l'American Society of Interior Designers (A.I.S.D).
Au début du XXe siècle, la décoration d’intérieur, en tant que profession et métier, commence à être acceptée sur le marché ainsi que dans le monde académique qui est marqué par les années 1870-1930 quand les premiers cours liés à l'aménagement sont proposés dans les centres de concession de terres du Midwest land-grant universités, l'année précédant la création de l'organisation de l'American Institute of Interior decorators (AID) a été fondée, qui devient dans les années 1961 l’institut des designers d'intérieur.
Ainsi, c’est dans ce contexte d'éclosion que le nom de Nancy Vincent McClelland se fait connaître, surtout par sa surprenante évolution professionnelle, passant de journaliste à première femme présidente de cette association américaine.
Sa carrière dans le domaine de la décoration d'intérieur débute après ses études au sein du Vassar College en 1897, lorsqu'elle est embauchée dans un grand magasin spécialisé dans les antiquités. C'est là que son intérêt pour le papier peint prend une grande ampleur, grâce à de nombreux voyages et sa maîtrise de plusieurs langues. Elle a finalement fondé son entreprise en 1922, qui a connu un grand succès.
McClelland a également fabriqué ses propres papiers peints sous le nom de son entreprise. Ces papiers étaient soit des reproductions historiques d'exemples des XVIIIe et XIXe siècles, soit de nouveaux modèles modernes.
Cependant, sa carrière ne se limite pas à la décoration d'intérieur. Elle atteint son apogée en 1941 en contribuant à la définition du métier d’un décorateur d'intérieur.

## Jeunesse et formation
Nancy Vincent McClelland était une femme ambitieuse et instruite. Son parcours a commencé à un très jeune âge, influençant sa future carrière de designer d'intérieur.
Dès son jeune âge, McClelland a rapidement montré un désir d'apprendre. Elle était constamment assoiffée de connaissances, ce qui l'a motivée davantage à s'inscrire à l'université. En effet, c’était une démarche rare pour une femme de son époque. Le résultat de son cheminement scolaire l'a donc menée au Vassar College à Poughkeepsie, New York, où elle a complété sa formation en obtenant un diplôme de Bachelor of Arts en latin et en anglais.
Au cours de ses années universitaires, McClelland a développé une passion pour l'écriture et l'édition, occupant des postes tels que rédactrice en chef de l'annuaire, de poète de sa classe et en contribuant au journal de l'école. Elle a également été admise au sein de la société académique Phi Beta Kappa.

## Carrière professionnelle
Après son parcours universitaire, à Vassar College en 1897, McClelland a travaillé chez Wanamaker, où elle a eu l'opportunité de parcourir l'Europe. Notamment Paris, où elle a approfondi sa connaissance de l'art et de l'histoire de l'art. Au cours de ces voyages, elle a eu l'occasion de rencontrer des personnalités renommées telles que Paul Cézanne, Pablo Picasso et Gertrude Stein.
Elle a exploré divers pays européens au service de Wanamaker, notamment l'Angleterre, l'Irlande, la France, la Belgique, l'Allemagne et l'Italie. Ces expériences se sont étalées même durant des périodes difficiles, telles que la Grande Dépression et la Seconde Guerre mondiale. Son séjour prolongé à l'étranger a grandement enrichi ses connaissances en matière d'antiquités et de décoration intérieure.
McClelland a joué un rôle crucial dans la rénovation du grand magasin Wanamaker à New York, ce qui a mené à une augmentation notable des ventes. De plus, elle a été pionnière en introduisant l'idée de vendre des antiquités dans les grands magasins, faisant de Wanamaker le premier aux États-Unis à adopter cette nouvelle approche.
En 1920, le domaine du design, à l'époque appelé le décor, était fortement axé sur l'antique. En 1913, une figure importante émergea lorsque McClelland créa et dirigea le tout premier département de décoration nommé Au Quatrième au sein du grand magasin Wanamaker's à New York dans lequel elle offrait des conseils avisés sur l'achat de meubles intérieurs, notamment de meubles antiques. Ce département a enregistré des ventes considérables, atteignant un énorme chiffre d'affaires en 1920. Même s'il n'existe pas de photographies connues, Au Quatrième a été décrit comme un endroit chaleureux et décoré au goût. Son succès la conduit à fonder sa propre entreprise dans les années 1920.

### Contribution au papier peint
Au début du XXe siècle, le style colonial connaît un retour en force, suscitant l'enthousiasme de nombreux designers et décorateurs. Ils se lancèrent dans la reproductions de motifs de papier peint antiques, une tendance qui gagnait en popularité. Toutefois, cette nouvelle génération de papiers peints se distinguait des originaux par plusieurs aspects. Contrairement aux papiers peints antiques principalement composés de blocs de bois avec une couche de couleur dense et opaque, les nouveaux papiers peints étaient plus légers et utilisaient des pigments rapides à sécher.
Après la révolution industrielle, de nombreux fabricants ont adopté des méthodes de production mécanisées, afin de reproduire ces papiers peints antiques. Cela était considéré comme plus rentable et plus rapide, même si cela entraînait une perte de qualité.
Nancy McClelland s'est démarquée en adoptant une approche différente. Grâce à son expérience avec les meubles antiques, elle a soigneusement choisi de les reproduire et a décidé de les recréer à la main, sur des blocs de bois en France. Cette méthode artisanale visait à préserver l'authenticité tout en se distinguant de la production en série mécanisée.

### Sa propre entreprise
En 1920, McClelland crée sa propre entreprise. Inez Croom, qui travaillait pour Nancy McClelland, témoigne du fait que les papiers peints faits à la main étaient devenus une rareté aux États-Unis dans les années 1930.
Au sein de l'usine de McClelland, elles se consacraient exclusivement à l'utilisation de papiers peints faits à la main, souvent personnalisés pour leurs clients.
Inez souligne avec conviction que les papiers peints fabriqués à la main se distinguent nettement de ceux produits en série mécanisée. Ils apportent une élégance et un design distinctifs. Contrairement à leurs homologues fabriqués à la machine, les papiers peints faits à la main sont conçus avec une attention et requièrent l'utilisation des blocs de bois, ce qui les rend plus coûteux. Cependant, leur qualité reste incomparable.